# Рибалочка-чубань неотропічний
Рибалочка-чубань неотропічний (Megaceryle torquata) — вид сиворакшоподібних птахів родини рибалочкових (Alcedinidae). Поширений в Америці.

## Поширення
Вид поширений у Центральній і Південній Америці. Ареал виду простягається від південної Патагонії та півночі Вогняної Землі через значні частини південноамериканського континенту до південних прикордонних районів США. У Південній Америці лише головний хребет Анд, пустеля Атакама і північний захід Аргентини не заселені цим видом. Птах населяє різні місця проживання до висоти 1500 метрів.

## Підвиди
Виділяють три підвиди:
- Megaceryle torquata stellata (Meyen, 1834) — південь Чилі та Аргентини до Вогняної Землі; взимку мігрує в центральні провінції Аргентини;
- Megaceryle torquata stictipennis (Lawrence, 1885) — Малі Антильські острови (Гваделупа, Мартиніка, Домініка, Гренада);
- Megaceryle torquata torquata (Linnaeus, 1766) — від південного Техасу до центральної Аргентини; острів Тринідад; острів Маргарита.

## Опис
Довжина птаха становить близько 41 см. Виявляє чіткий статевий диморфізм. В обох статей голова з кудлатим гребенем, спина і крила шиферно-сірі, горло і шия білі, а живіт рудий. Грудна клітка червона у самця, тоді як у самиці вона шиферно-сіра, підкреслена білою лінією.

## Спосіб життя
Рибалочка-чубань неотропічний мешкає на берегах струмків , річок , озер , лагун , лиманів , боліт, у приміських і міських зонах. Трапляється поодинці або парами. Харчується головним чином рибою, але іноді також комахами, жабами, саламандрами та дрібними водяними рептиліями. Гніздо будує у земляних або піщаних ущелинах. Це тунель завдовжки до 2 метрів та діаметром 15 сантиметрів. На кінці є камера, де самиця відкладає від 3 до 5 білих яєць. Висиджують особини обох статей, пташенята покидають гніздо приблизно на 35-й день.